# Metall-katalysiertes nasschemisches Ätzen

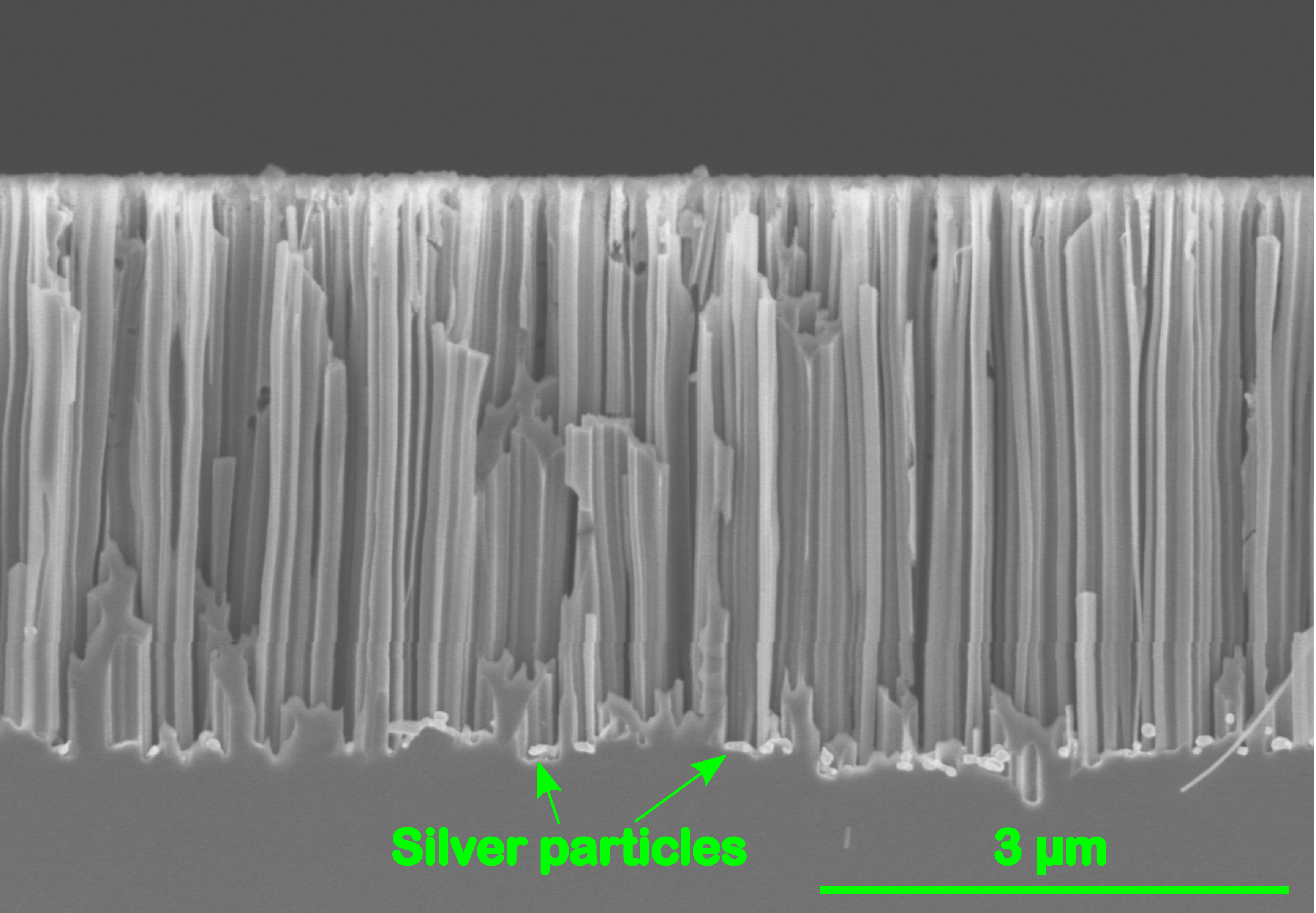
Querschnittsansicht eines Silizium-Wafers nach metall-katalysiertem nasschemischem Ätzen (MACE). Die Auflösungsrate von Silizium ist durch Silber-Partikel auf der Oberfläche lokal erhöht. Dadurch „sinken“ diese Nanopartikel in den Wafer hinein und hinterlassen dabei geradlinige Poren

Das Metall-katalysierte nasschemische Ätzen (englisch metal assisted chemical etching, MACE) ist eine nasschemische Ätzmethode zur Strukturierung von Halbleitersubstraten. Auf der Oberfläche des Halbleiters wird ein dünner Film oder Nanopartikel von Edelmetallen (z. B. Platin) aufgebracht. Das Halbleitersubstrat wird anschließend in eine Ätzlösung getaucht, die ein Oxidationsmittel sowie Flusssäure (HF) enthält. Die Reduktion des Oxidationsmittels wird an der Oberfläche des Metallpartikels katalysiert, was im Anschluss dazu führt, dass sich auch die Auflösungsrate des Halbleiters erhöht. In den meisten der durchgeführten Experimente ist die erhöhte Auflösungsrate auf den Bereich unterhalb des Metallpartikels oder -Films konzentriert, sodass es zur Ausbildung geradliniger Poren kommt (siehe Bild rechts). Das bedeutet, dass ein Muster, das durch den Metallfilm definiert wurde, direkt in das Halbleitersubstrat übertragen werden kann.

## Entwicklungsgeschichte
Das Metall-katalysierte nasschemische Ätzen von Halbleitern ist eine relativ neue Methode im Bereich der Halbleiter-Strukturierung und hat sich noch nicht als standardmäßiger Industrieprozess etabliert. Die ersten Versuche bezüglich MACE wurden mit Silizium durchgeführt, das teilweise mit Aluminium beschichtet wurde. Dabei stellt man im Vergleich zu blankem Silizium eine erhöhte Ätzrate fest, wenn die Probe in eine Ätzlösung taucht. Oft wird dieser erste Ansatz auch als galvanisches Ätzen von Silizium bezeichnet.
Weitere Forschungsarbeiten konnten zeigen, dass Nanopartikel von Edelmetallen auf der Oberfläche von Silizium die Ätzrate lokal erhöhen. Es wurde dabei beobachtet, dass diese Nanopartikel während des Ätzvorganges in einer Wasserstoffperoxid/Flusssäure-Ätzlösung in das Substrat hineinsinken. Das heißt, dass die Auflösungsrate des Siliziums lokal unter den Partikeln erhöht wurde. Dieser Vorgang wird allgemein als Metall-katalysiertes Ätzen von Silizium bezeichnet.
Neben Silizium wurden auch andere Halbleiter wie zum Beispiel Siliziumkarbid oder Galliumnitrid bereits erfolgreich mit MACE geätzt. Das Hauptaugenmerk der derzeitigen Forschungsaktivitäten liegt aber auf Silizium.
Weiters konnte gezeigt werden, dass Edelmetalle wie Gold, Platin, Palladium, und Silber, aber auch unedle Metalle wie Eisen, Nickel, Kupfer oder Aluminium als katalytisches Metall für MACE benutzt werden können.

## Theorie

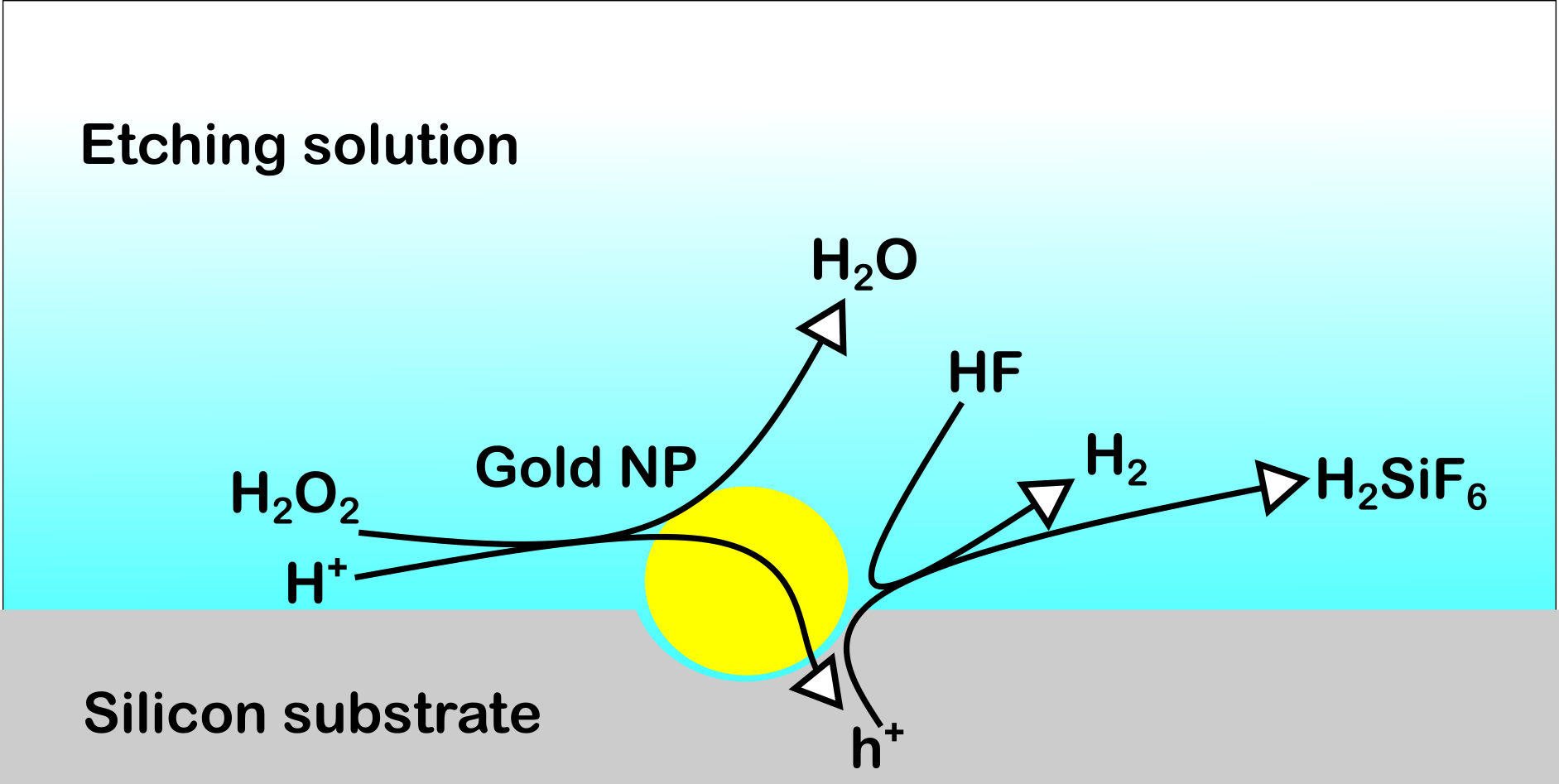
Schematische Darstellung des Mechanismus von MACE: Die Reduktion des Oxidationsmittels (in diesem Fall H_{2}O_{2}) wird durch einen Edelmetall-Partikel katalysiert (in diesem Fall Gold). Daher werden Löcher (h^{+}) in das Valenzband des Siliziumsubstrates injiziert. Diese Löcher führen zur Schwächung von Si-Si-Bindungen an der Grenzfläche zwischen Elektrolyt und Substrat, sodass es zur Auflösung von letzterem unter Mitwirkung von Flusssäure kommt.

Der grundlegende Mechanismus von MACE ist allgemein akzeptiert in der wissenschaftlichen Gemeinschaft, aber es gibt noch Aspekte, die nicht letztendlich geklärt werden konnten. Es herrscht Einigkeit darüber, dass die Reduktion des Oxidationsmittels an der Oberfläche des Metallpartikels katalysiert wird. Das bedeutet, dass sich ein Überschuss an positiver Ladung am Metallpartikel ausbildet. Dies führt dazu, dass es auch zur Verarmung von Elektronen im Halbleiter (Silizium) kommt. Diese Verarmung an Elektronen können als Löcher (h+) im Valenzband von Silizium identifiziert werden. Von einem chemischen Standpunkt aus kann dies als Schwächung von Si-Si-Bindungen interpretiert werden.
Diese geschwächten Bindungen können von nukleophilen Spezies wie Flusssäure (HF) oder Wasser (H₂O) attackiert werden. Auf der makroskopischen Ebene kommt es daher zur Auflösung des Substrates. Von einem thermodynamischen Standpunkt aus gesehen, kommt es zur Auflösung von Silizium, da das Redoxpotential des Oxidationsmittels (z. B. Wasserstoffperoxid oder Kaliumpermanganat) unterhalb der Valenzbandkante von Silizium liegt. Dies bedeutet, dass das elektrochemische Potential des Elektrons in der Ätzlösung niedriger liegt als im Siliziumsubstrat. Daher kommt es zum Transfer von Elektronen aus dem Halbleiter in die Ätzlösung, wobei dieser Vorgang durch die Edelmetallpartikel katalysiert wird. Die Ansammlung von positiver Ladung im Substrat führt letztendlich zu dessen Auflösung unter Mitwirkung von HF.
MACE ist ein Prozess, der sich aus mehreren Teilreaktionen zusammensetzt. Das Oxidationsmittel wird an der Oberfläche des Metallpartikels reduziert. Im Fall von Wasserstoffperoxid kann man dies wie folgt schreiben:
{\displaystyle {\ce {H2O2 + 2H+ -> 2H2 + 2h+}}}
Die so generierten Löcher (h+) werden während der Auflösung von Silizium konsumiert. Hierzu gibt es mehrere mögliche Reaktionsmechanismen, aber hier ist nur einer angeführt:
{\displaystyle {\ce {Si + 6HF + 4h+ -> SiF6^{2}- + 6H+}}}
Neben diesem allgemein akzeptierten Mechanismus, gibt es noch einige Aspekte, die nicht vollständig geklärt sind. Das oben beschriebene Modell setzt voraus, dass der Metallpartikel während des Ätzens ständig in Kontakt mit dem Substrat bleibt. Dies steht in Konflikt zur Beobachtung, dass die Ätzlösung unterhalb des Partikels aktiv ist. Ein Erklärungsversuch ist die ständige Auflösung und Abscheidung von Metall während MACE. Einige Metallionen werden gemäß dieser Theorie ständig vom Oxidationsmittel in Lösung gebracht und diese scheiden sich dann wieder am Siliziumsubstrat ab. So könnte der Metallpartikel oder -film partiell ständig in Kontakt mit dem Substrat bleiben, während auch eine teilweise Unterätzung möglich wäre.
Ein anderer noch nicht vollständig geklärter Aspekt ist das Entstehen von mikroporösen Regionen neben den geradlinigen Poren. Dies kann auf Löcher im Valenzband zurückgeführt werden, die vom Bereich des Partikels weg diffundieren und daher zur Auflösung des Substrats an entfernteren Stellen beitragen. Dieses Verhalten hängt von der Art der Dotierung des Substrates und vom Metalltyp ab. Deshalb wird angenommen, dass die Entstehung von porösen Regionen neben den geradlinigen Poren von der Richtung des elektrischen Feldes in der Raumladungszone unterhalb des Metallpartikels abhängt. Zeigt das elektrische Feld in Richtung Metallpartikel, dann können die Löcher nicht wegdiffundieren und es tritt keine Mikroporosität auf. Zeigt das elektrische Feld weg vom Metallpartikel, dann ist die Wegdiffusion von Löchern begünstigt und es kommt zur Ätzung an abgelegenen Stellen.

## Durchführung

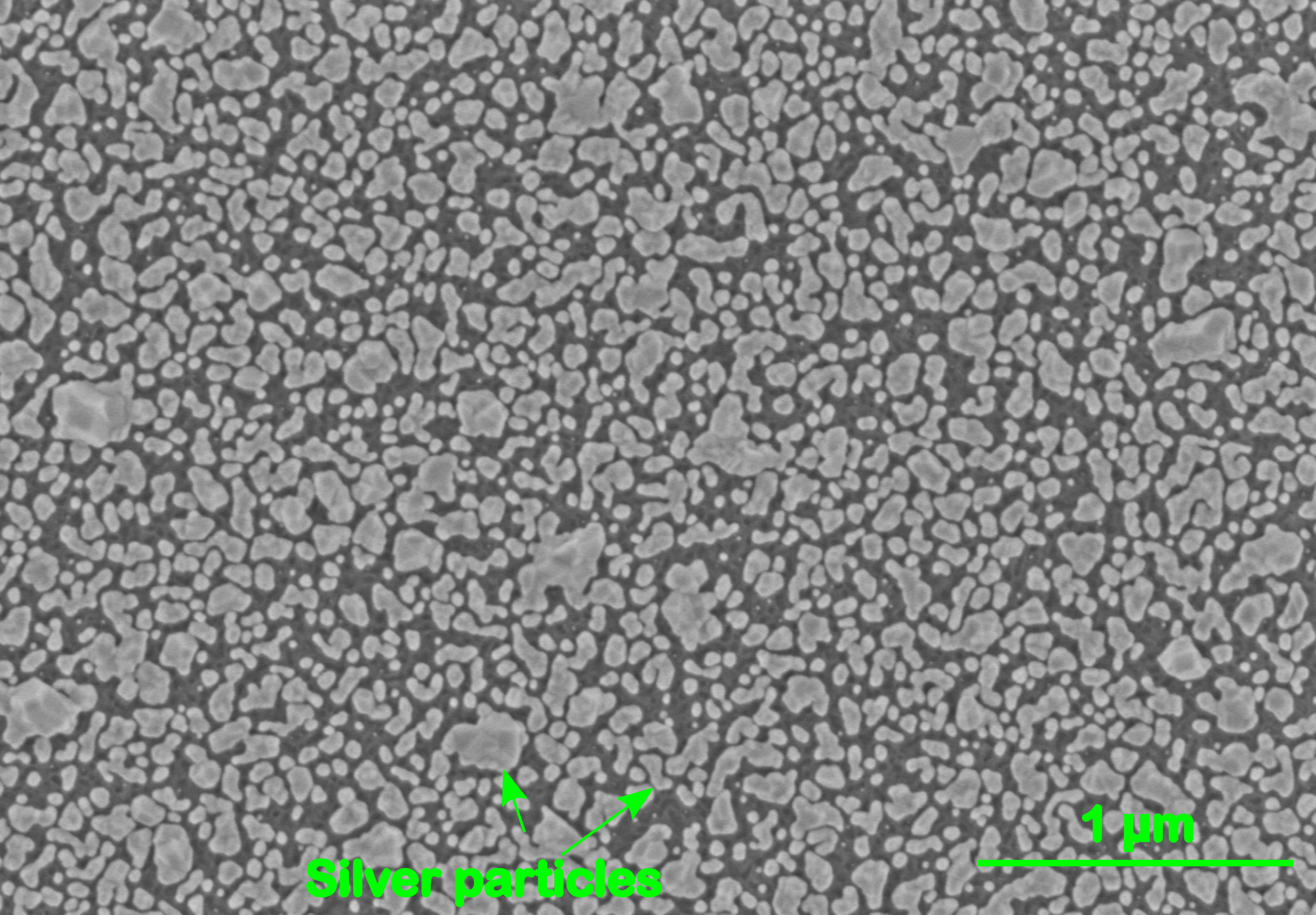
Silber-Nanopartikel auf der Oberfläche von Silizium nach der Behandlung mit einer Silbernitrat/Flusssäure-Lösung.

Wie bereits oben erwähnt, benötigt man zur Durchführung von MACE einen Metalldünnfilm oder -nanopartikel auf der Oberfläche von Silizium. Die Abscheidung des Metalls kann mit verschiedenen Methoden wie zum Beispiel Sputtern oder Aufdampfen realisiert werden. Eine Methode, um aus einem Metallfilm Partikel herzustellen, ist thermische Entnetzung.
Diese Abscheidungsmethoden können mit Fotolithografie kombiniert werden, sodass nur die gewünschten Regionen mit Metall bedeckt sind. Da MACE ein anisotropes Ätzverfahren ist, können lithografisch definierte Muster direkt in das Siliziumsubstrat übertragen werden.
Eine alternative Methode zur Abscheidung von Metallpartikeln auf der Oberfläche von Silizium ist die außenstromlose Abscheidung von Metallen. Da das Redoxpotential von Redoxpaaren die zu Edelmetallen gehören unterhalb der Valenzbandkante von Silizium liegt ist es energetisch günstig, wenn Edelmetallionen an der Oberfläche von Silizium reduziert werden. Aufgrund dessen kann man mit Lösungen, die Flusssäure und Edelmetallionen enthalten, Edelmetallpartikel auf Silizium abscheiden.
Nach der Abscheidung und Strukturierung des Edelmetallfilms oder der Partikel wird das Siliziumsubstrat in die Ätzlösung eingetaucht. Die Ätzreaktion hält so lange an, bis entweder die Flusssäure bzw. das Wasserstoffperoxid verbraucht sind oder das Substrat wieder aus der Ätzlösung herausgenommen wird.

## Anwendungsmöglichkeiten

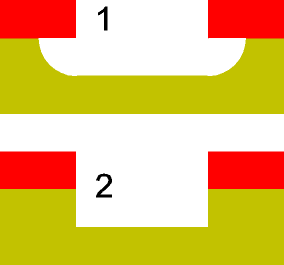
Schematische Darstellung eines Siliziumsubstrates das mit einer Schutzschicht (rot) bedeckt ist. 1: Nasschemisches Ätzen führt zu einem isotropen Ätzbild 2: Ätzmethoden mit gasförmigen Reaktanden ermöglichen anisotropes Ätzen.

Ein Grund, warum die Forschung über MACE vorangetrieben wird, ist, dass es vollkommen anisotropes Ätzen von Silizium ermöglicht, was mit herkömmlichen nasschemischen Ätzmethoden nicht möglich ist (siehe Bild rechts). In der standardmäßigen Strukturierung von Silizium mittels Nassätzen bedient man sich einer Schutzschicht (sehr oft Photoresist) und taucht das Substrat in eine Ätzlösung ein. Da es bei vielen Ätzmitteln wie zum Beispiel einer Mischung aus Flusssäure und Salpetersäure keine Vorzugsrichtung der Ätzung gibt, kommt es zu einem isotropen Ätzbild (Fall 1 in der Abbildung). Anisotrope nasschemische Ätzmischungen die auf TMAH oder Kaliumhydroxid basieren ätzen unterschiedliche Netzebenen mit verschiedener Ätzrate. Deshalb ist das Ergebnis beim Ätzen mit solchen Medien stets auch von der Wafer-Orientierug abhängig.
Ein anisotropes Ätzbild, welches unabhängig von solchen Faktoren ist, kann mit MACE oder mit Ätzmethoden erzielt werden, die gasförmige Reaktanden verwenden, wie zum Beispiel reaktives Ionenätzen (Fall 2 in der Abbildung). Letztere Methoden benötigen aber teures Equipment im Vergleich zum simplen anisotropen nasschemischen Ätzen mit MACE.
Da in der Mikrosystemtechnik oft solche Gräben mit steilen Seitenwänden vonnöten sind und man die Kosten gering halten möchte, böte MACE eine kostengünstige Alternative zu derzeit gängigen Verfahren.
Einige spezielle Anwendungen von MACE sind die Herstellung von porösem Silizium und schwarzem Silizium, um die Reflexion von Silizium-Oberflächen zu verringern.